# Tomosvaryella forchhammeri
Tomosvaryella forchhammeri är en tvåvingeart som beskrevs av De Meyer 1993. Tomosvaryella forchhammeri ingår i släktet Tomosvaryella och familjen ögonflugor.
Artens utbredningsområde är Botswana. Inga underarter finns listade i Catalogue of Life.